# 西土城遗址
西土城遗址位于河北省张家口市康保县西南二号卜乡，地处河北、内蒙古两省区交界处，是一座金代中后期大型边贸城市遗址。2019年10月，该遗址被中华人民共和国国务院核定为第八批全国重点文物保护单位。